# Correzione (romanzo)
Correzione (in tedesco: Korrektur) è, secondo il critico George Steiner, uno dei romanzi più importanti dello scrittore austriaco Thomas Bernhard.

## Trama
Roithamer — protagonista del romanzo e figura in parte basata su quella di Ludwig Wittgenstein — si suicida a causa di crescenti ossessioni che lo conducono alla disgregazione mentale: proclive a un'esasperata correzione delle proprie elucubrazioni, ha progettato un cono per la sorella amata, morta tuttavia a sua volta dopo averlo visto. Wittgenstein, come il personaggio di Roithamer, risiedeva e insegnava anch'egli a Cambridge e progettò in effetti una casa per una delle sorelle.

## Edizioni italiane
- Thomas Bernhard, Correzione, traduzione di Giovanna Agabio, Collana Supercoralli, Torino, Einaudi, 1995, ISBN 9788806136529.
- Thomas Bernhard, Correzione, traduzione di Giovanna Agabio, prefazione di Vincenzo Quagliotti, Collana Letture n. 49, Torino, Einaudi, 2013, ISBN 9788806216887.